# カシン・ベック病
カシン・ベック病（英語: Kashin-Beck disease）は、小児期に始まる原因不明の慢性関節疾患である。
地方病性変形性骨関節炎（osteoarthritis deformans endemica）とも呼ばれる。地域集積が強く、風土病の一つとされる。

## 疫学
2013年時点で、全世界で64万人の患者がいると推定されている。
東部シベリアから中国東北地方、朝鮮半島に多くみられる。日本では山口県、北海道、東京都などで報告例がある。

## 原因
ヨード欠乏やセレン欠乏、何らかの重金属中毒、真菌による感染や飲食物の汚染などの関与が疑われているが、原因は特定されていない。
中国東北部には克山病と呼ばれるセレン欠乏を主体とする風土病が知られており、これとの関連も疑われたが結論は出ていない。

## 症状
成長板における軟骨の壊死と、それによる二次性の関節症をきたす。まず手足の指の小関節が侵され、次第に大関節に及ぶ。多くは関節の腫脹や変形をきたし、O脚、X脚、不完全脱臼、骨折がみられる。

## 治療
根本的な治療法はなく、整形外科的な対症療法が主体である。

## 歴史
1844年、ロシアのユレンスキーがシベリアのウロフ河流域に小人症が多発していることに気づき、それは1861年にロシアの軍医カシンによってウロフ病として報告された。1906年、ロシアの軍医ベックがモスクワでこの疾患を精査し、1908年に疾患概念を確立したことからカシン・ベック病と呼ばれるようになった。